# Oliemolen (Rothem)
De Oliemolen in Rothem in de Nederlandse provincie Limburg is een watermolen aan een zijtak van de Geul ("Geulke"), die niet meer maalvaardig is. De molen is gelegen aan de Oliemolenweg (Geuldalweg).
De molen dateert in zijn huidige voorkomen uit de 18e eeuw, maar is waarschijnlijk veel ouder. De iets stroomafwaarts aan het Geulke gelegen IJzeren Molen, voor het eerst genoemd in 1381, werd namelijk aangeduid als 'Nieuwe Molen', wat erop zou kunnen duiden dat de Oliemolen ouder is.
In 1944, tijdens de Tweede Wereldoorlog, raakte de molen ernstig beschadigd door brand, maar werd wel gerestaureerd en daarbij tot woonhuis omgebouwd.

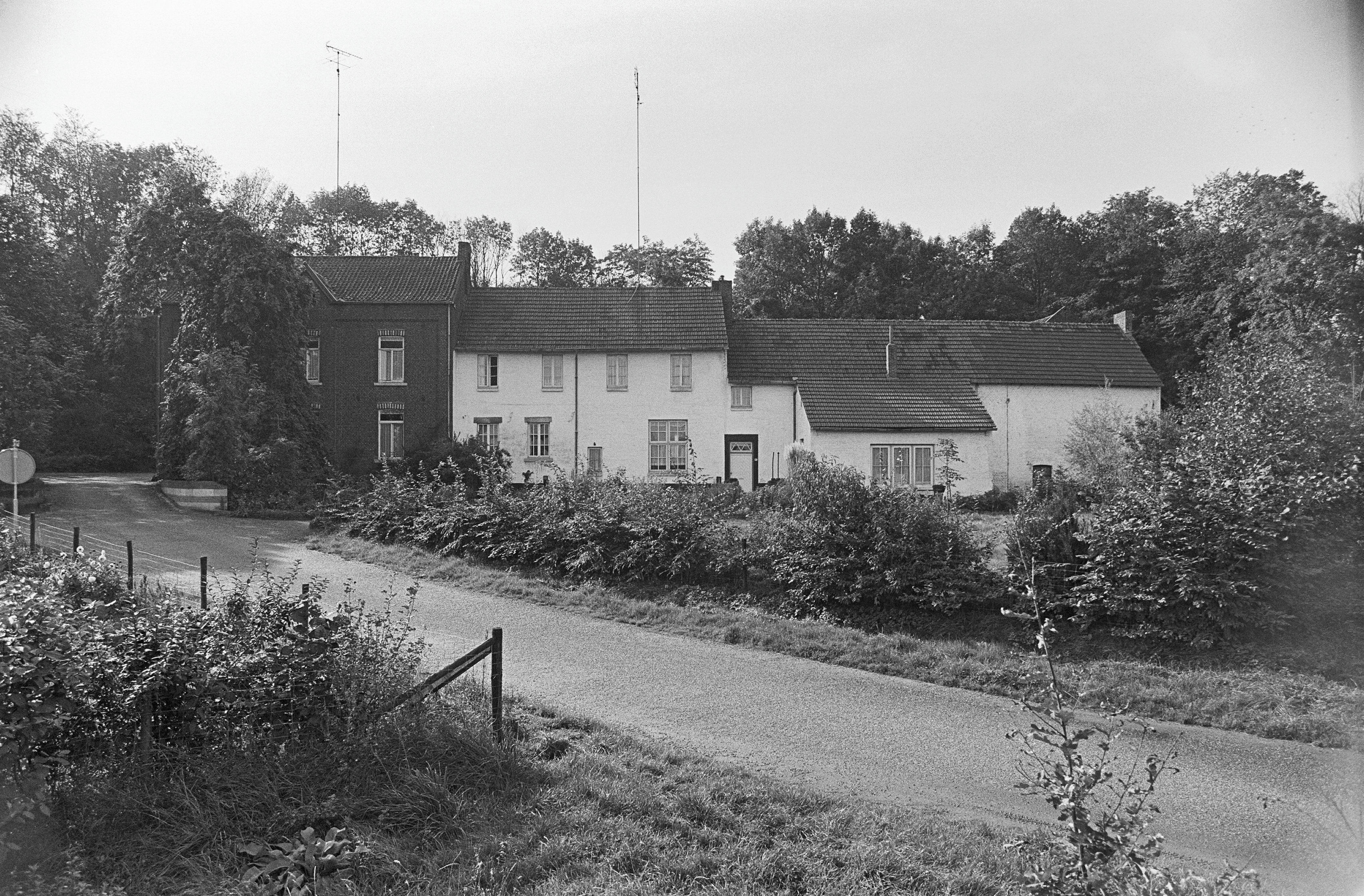
Vooraanzicht
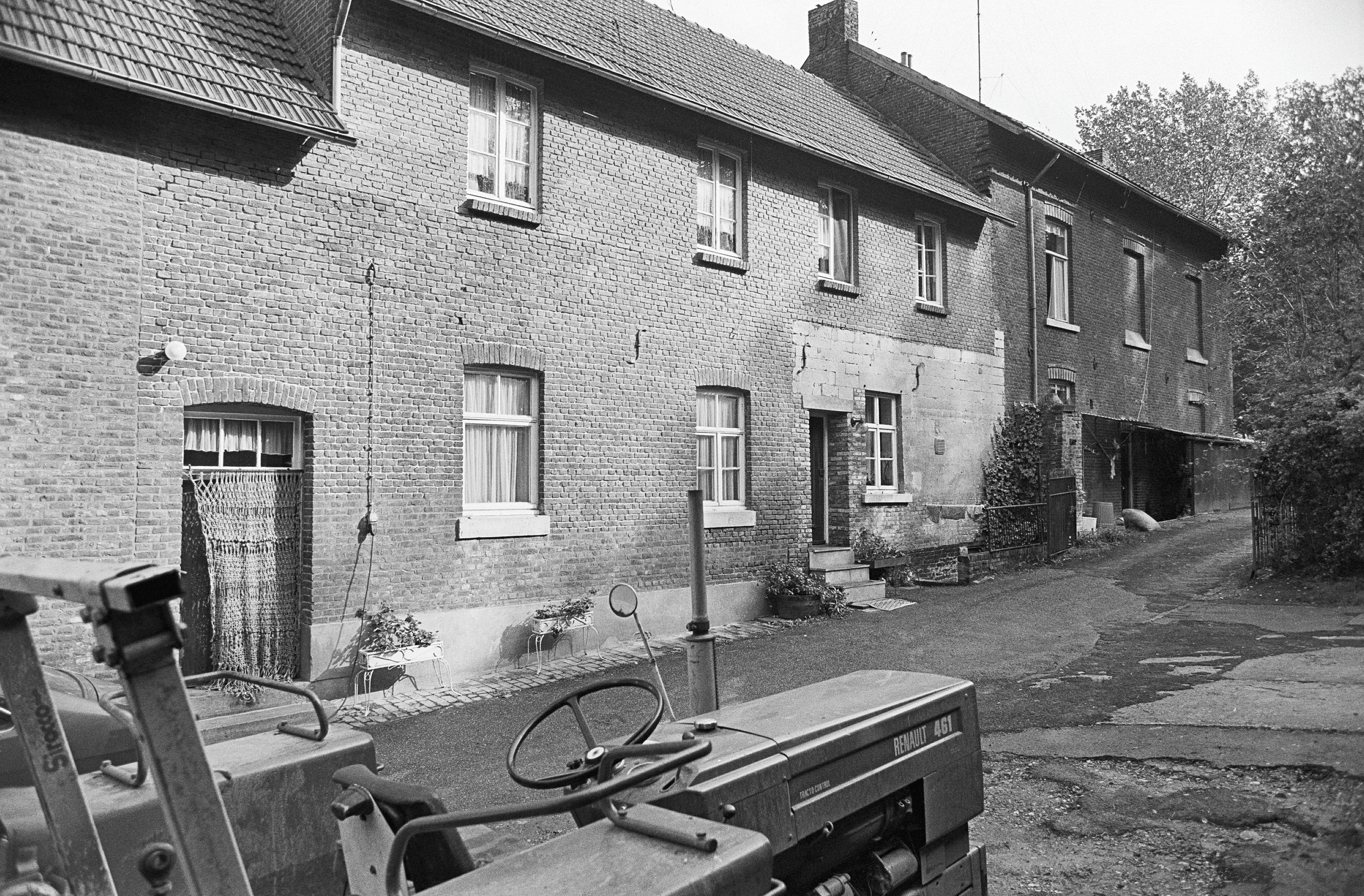
Achtergevel
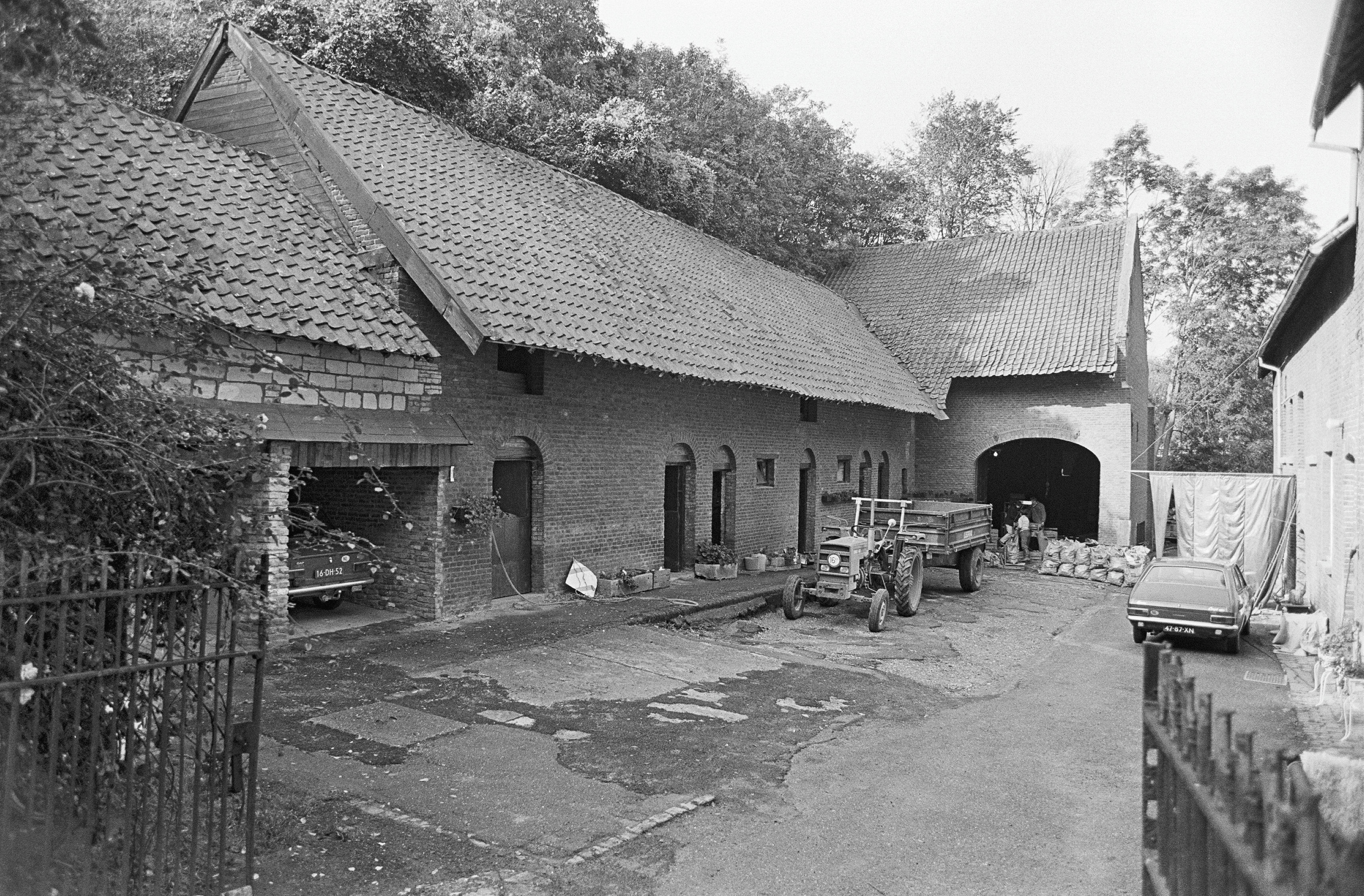
Erf